# 卡皮瓦拉山脈國家公園

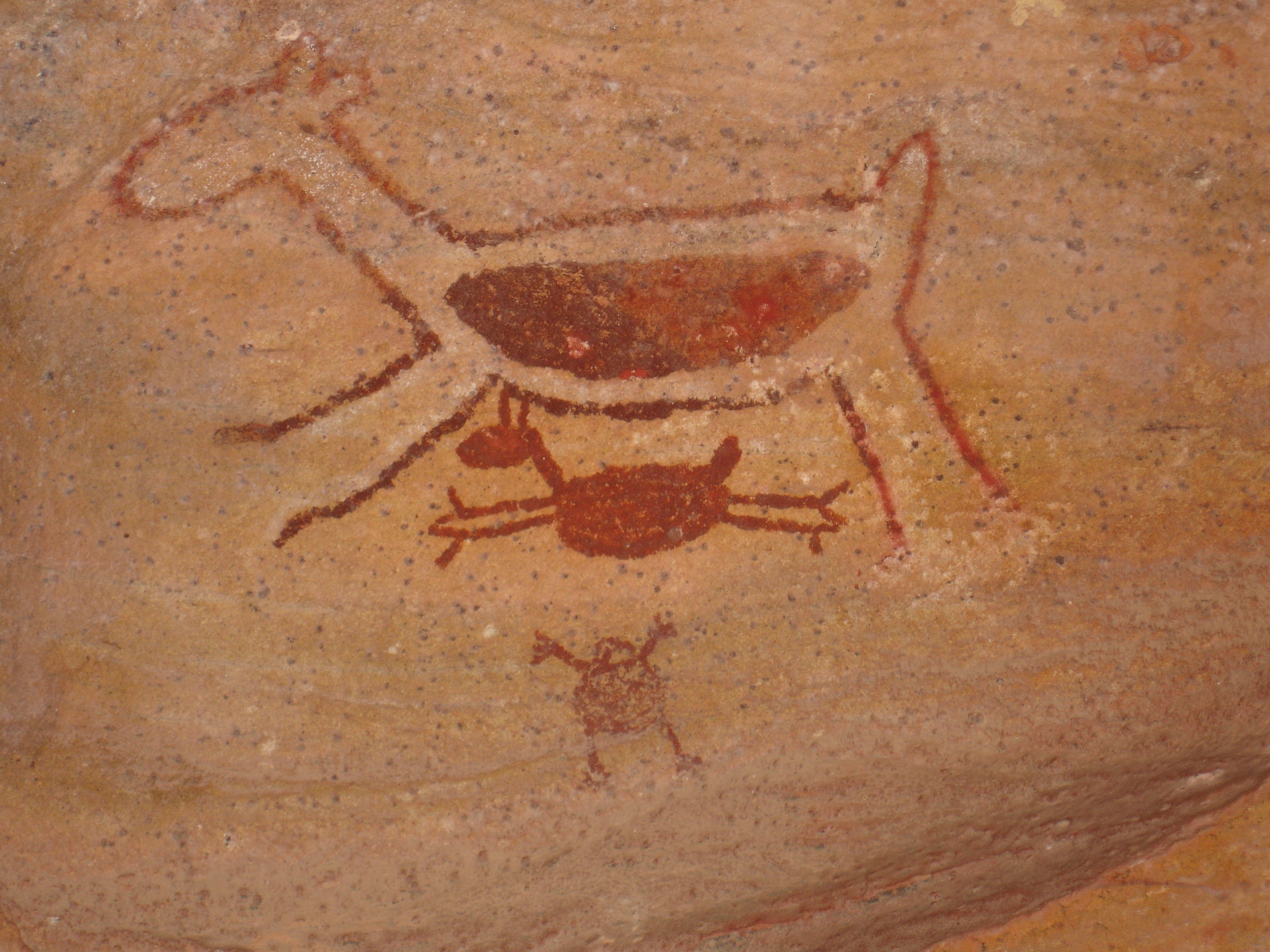

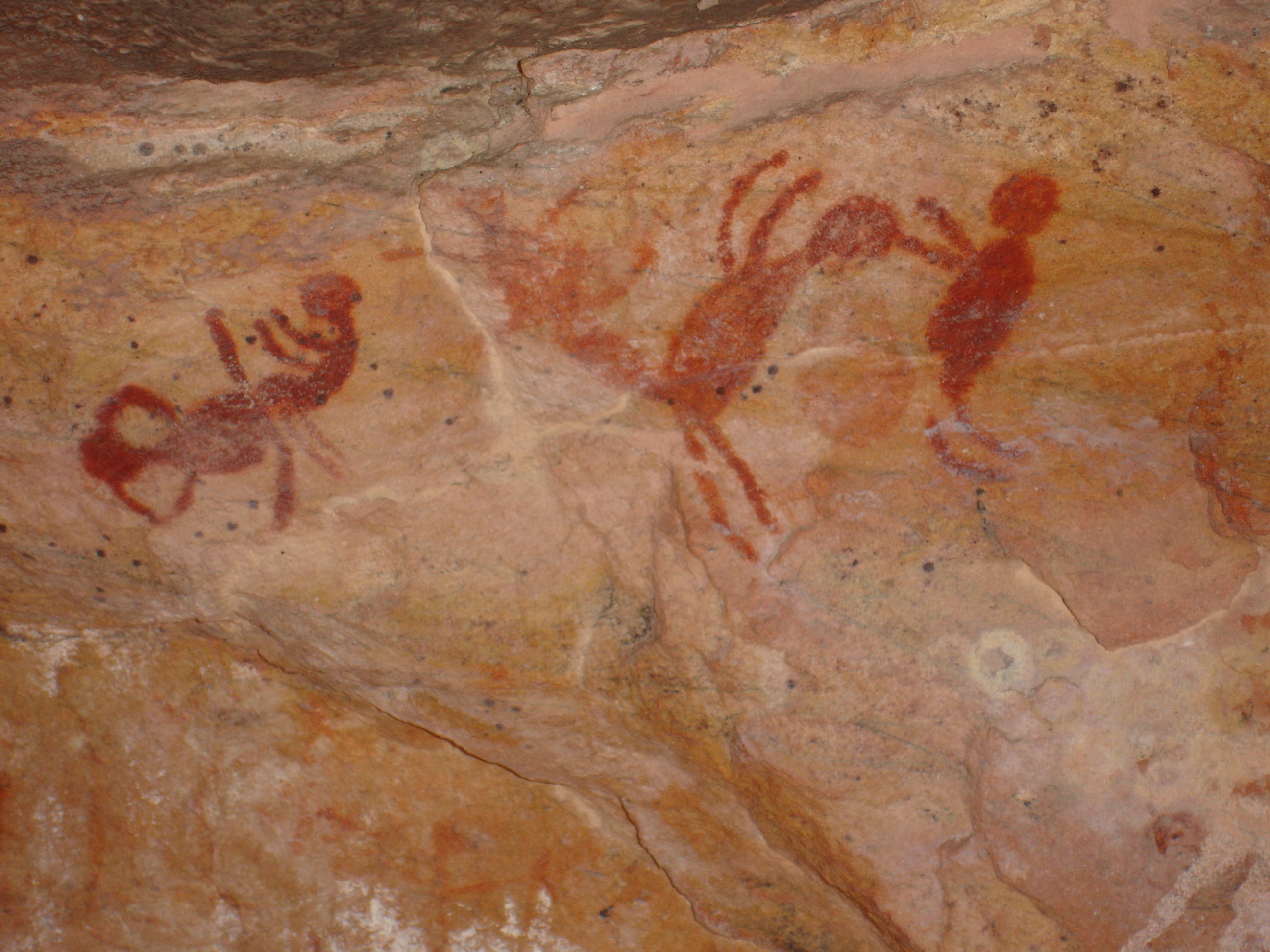

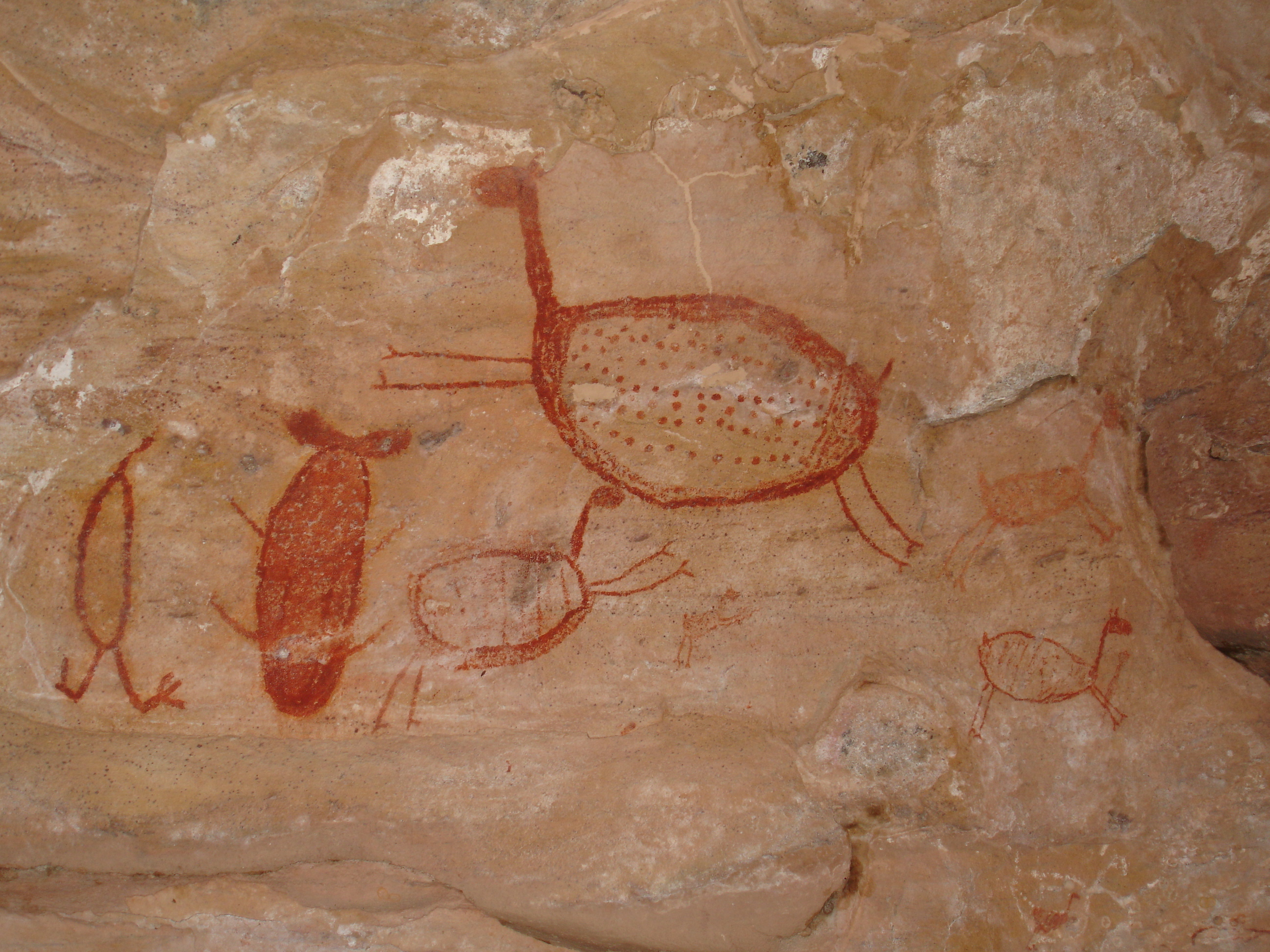

卡皮瓦拉山脈國家公園（葡萄牙語：Parque Nacional Serra da Capivara），是巴西的國家公園，位於該國東北部皮奧伊州，成立於1979年6月5日，佔地9.2萬公頃，覆蓋坎圖杜布里蒂、若澤迪亞斯上校鎮、皮奧伊州聖若昂和聖雷蒙多-諾納圖地區。